# Un tipo lunatico
Un tipo lunatico (Moon Pilot) è un film statunitense del 1962 diretto da James Neilson. È una commedia fantascientifica prodotta dalla Walt Disney, con accenti satirici sulla guerra fredda e il programma spaziale.

## Trama
A Cape Canaveral si tiene un simposio in onore di Charlie, primo scimpanzé protagonista di un volo spaziale. Nel suo discorso, il generale Vannerman annuncia a sorpresa l'intenzione della NASA di realizzare al più presto il primo lancio dell'uomo sulla Luna e, a tal fine, sollecita i piloti presenti a candidarsi volontari per la storica impresa. Mentre tutti fanno orecchie da mercante, il capitano Talbot, infastidito da Charlie, si alza in piedi e viene subito acclamato volontario. Durante una pausa delle prove di addestramento, il neo-astronauta conosce una strana ragazza, Lyrae, che si occupa amorevolmente di lui. Talbot, messo in guardia dal paranoico Vannerman che vede spie dappertutto, comincia a pensare che la giovane sia un'agente di qualche potenza straniera. In realtà la ragazza è una extraterrestre: viene dal pianeta Beta Lyrae e, decisa ad aiutare l'uomo nella difficile missione, vuole proteggerlo da misteriosi raggi che vagano nello spazio. La simpatia si trasforma presto in amore e il razzo partito verso la Luna, con a bordo il pilota e la ragazza, cambierà rotta verso Beta Lyrae.

## Critica
Fantafilm scrive che "tra le commedie della Disney questa è oggi, forse, la meno ricordata e conosciuta. Il film è (al solito) divertente e ben confezionato, ha qualche spunto satirico contro la "guerra fredda", contro i militari e il programma spaziale (e questo è meno solito), e si avvale di un buon numero di ottimi comprimari. Il punto debole è il protagonista, il poco commediante Tom Tryon".